# Ritva Mykkänen
Ritva Mykkänen est une coureuse cycliste finlandaise devenue aussi suédoise en 1977.

## Palmarès
- 1968
  - 22e de la Course en ligne aux championnats du monde de cyclisme sur route
- 1969
  -  Championne de Finlande sur route
- 1971
  -  Championne de Finlande sur route
  - 20e de la Course en ligne aux championnats du monde de cyclisme sur route
- 1972
  - 21e de la Course en ligne aux championnats du monde de cyclisme sur route
- 1973
  - 2e du GP Skandinavie
- 1974
  - 2e du GP Skandinavie
- 1975
  -  Championne de Finlande sur route
- 1977
  -  Championne de Suède du contre-la-montre par équipes
  - 2e du championnat de Suède du contre-la-montre
- 1978
  -  Championne de Suède du contre-la-montre par équipes
  - 2e étape de Sweden Three Day
  - 5e de la Course en ligne aux championnats du monde de cyclisme sur route
- 1979
  - 3e du GP Skandinavie